# Voorlopige Nationale Regering van de Zuidwestelijke Kaukausus
De Voorlopige Nationale Regering van de Zuidwestelijke Kaukausus (Turks: Güneybatı Kafkas Geçici Millî Hükûmeti) was een kortstondige Turkse regering tussen 1918 en 1919. Het gebied bestond uit onder andere Kars (regeringsstad), Batoemi, Achaltsiche, Achalkalaki, Artvin, Ardahan, Adzjarië, Posof, Çıldır, Göle, Oltu, Sarıkamış, Karapınar, Kağızman, Kulp, Iğdır, Armavir, Aralık, Şərur, Nachitsjevan, Culfa en Ordubad. In de volksmond werd het weleens 'de Republiek Kars' genoemd.
De republiek werd opgericht op 1 december 1918 en bestond tot 19 april 1919. Toen bestormden ANZAC-troepen onder leiding van de Britse generaal Somerset Arthur Gough-Calthorpe, Kars en maakten er een einde aan. De leden van de regering werden verbannen naar Malta.
| 1  | Aziz Cihangiroğlu      | 2 juni 1919  | Minister van Justitie           |
| 2  | Alibeyzade Mehmet Bey  | 2 juni 1919  | Civiele Gouverneur              |
| 3  | Hasan Han Cihangiroğlu | 2 juni, 1919 | Ministerie van Defensie         |
| 4  | İbrahim Cihangiroğlu   | 2 juni 1919  | Parlementsleider                |
| 5  | Mehmetoğlu Muhlis Bey  | 2 juni 1919  | Communicatiechef                |
| 6  | Matroi Radjinski       | 2 juni 1919  | Russisch parlementslid          |
| 7  | Musa Salah Bey         | 2 juni 1919  | Politiechef                     |
| 8  | Pavlo Camusev          | 2 juni 1919  | Grieks parlementslid            |
| 9  | Tauchitgin Memlejeff   | 2 juni 1919  | Minister van Binnenlandse Zaken |
| 10 | Stefani Vafiades       | 2 juni 1919  | Minister van Sociale Hulp       |
| 11 | Yusufoğlu Yusuf Bey    | 2 juni 1919  | Minister van Voedsel            |